# Maurice Ponga

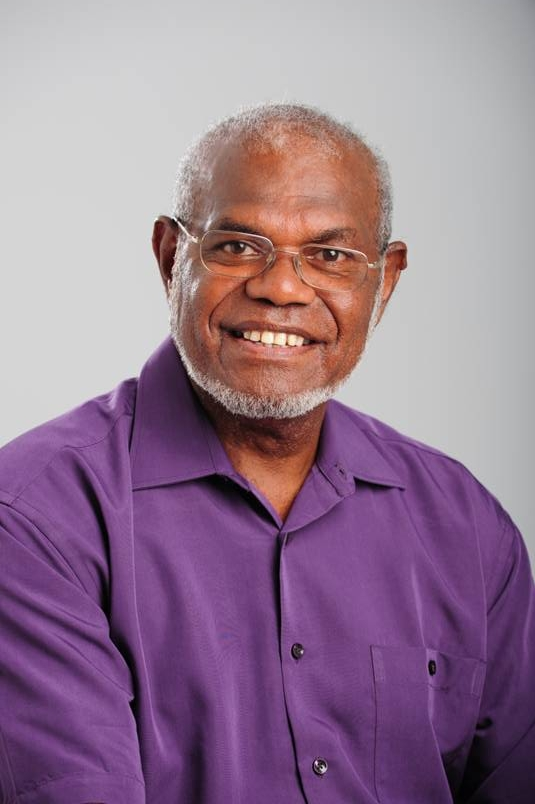
Maurice Ponga

Maurice Ponga (* 5. Juni 1947 in Kouaoua, Neukaledonien) ist ein französischer Politiker von Les Républicains. Er ist Gegner der Unabhängigkeitsbewegung in Neukaledonien, die sich von Frankreich lösen will.

## Leben
Maurice Ponga war von 1966 bis 1976 Grundschullehrer in Houaïlou, anschließend Schulkoordinator der Fédération de l'Enseignement Libre Protestant (FELP) bis 1995. Er war 1996–1999 Provinzrat der Provinzversammlung der Nordprovinz und gleichzeitig Mitglied des Kongresses von Neukaledonien und 1997–2007 Stellvertreter von Pierre Frogier in der französischen Nationalversammlung. Von 1999 bis 2009 war er Mitglied in der Regierung von Harold Martin zunächst als Minister für Landwirtschaft und Viehzucht, anschließend für Landwirtschaft und Meer, danach für Jugend und Sport in Neukaledonien. Von 2009 bis 2019 war Ponga Abgeordneter im Europäischen Parlament. und aufgrund der abgeschiedenen geographischen Lage der Europaabgeordnete mit der längsten Anreise (16.000 km).